# 西相知站
西相知站（日语：／ Nishi-Ouchi eki */?）是位於佐賀縣唐津市相知町佐里，九州旅客鐵道（JR九州）的筑肥線車站。

## 車站構造
現時採用簡易車站模式運作，不設有站房，不過與線道其他車站一樣，開線初期是設有木建站房一座，後來被拆去。

### 月台
最初的設計為1面2線的島式月台，由於業務清閒，其中靠向舊站房的一端月台已經棄用，路軌也被拆去。
列車靠站時，往伊萬里方向為左側上落，往唐津方向為右側上落。
| 路線    | 方向 | 目的地                      |
| ------- | ---- | --------------------------- |
| ■筑肥線 | 上行 | 經■唐津線往唐津、西唐津方向 |
| ■筑肥線 | 下行 | 伊萬里方向                  |

## 歷史
- 1935年3月1日：北九州鐵道（日语：北九州鉄道）山本站至伊萬里站之間開通[1]，本站開業。
- 1937年10月1日：北九州鐵道被國有化，改為鐵道省筑肥線（さりえき）[2]。
- 1970年10月1日：站務業務委託化[3]。
- 1983年3月22日：降為無人站[4][5][6]。
- 1987年4月1日：隨國鐵分割民營化，車站由九州旅客鐵道（JR九州）營運[7]。

## 使用狀況
最後一次錄得每天平均使用人數為2011年度，2012年度起再沒有車站的使用數據；又JR九州自2016年度起只公佈首300位最高日均使用量後，本站也從未打進排行榜及使用量超過100人次的附錄表內。
| 乘車人次變化 | 乘車人次變化 | 乘車人次變化 |
| 年度         | 1日平均人次  | 出處         |
| ------------ | ------------ | ------------ |
| 2000         | 21           | [ 統計 1 ]   |
| 2001         | 20           | [ 統計 1 ]   |
| 2002         | 19           | [ 統計 1 ]   |
| 2003         | 15           | [ 統計 1 ]   |
| 2004         | 11           | [ 統計 1 ]   |
| 2005         | 16           | [ 統計 1 ]   |
| 2006         | 18           | [ 統計 1 ]   |
| 2007         | 18           | [ 統計 1 ]   |
| 2008         | 14           | [ 統計 1 ]   |
| 2009         | 14           | [ 統計 1 ]   |
| 2010         | 12           | [ 統計 1 ]   |
| 2011         | 11           | [ 統計 1 ]   |
|              |              |              |
| 2016         | <100         | [ 統計 2 ]   |
| 2017         | <100         | [ 統計 3 ]   |
| 2018         | <100         | [ 統計 4 ]   |
| 2019         | <100         | [ 統計 5 ]   |
| 2020         | <100         | [ 統計 6 ]   |
| 2021         | <100         | [ 統計 7 ]   |
| 2022         | <100         | [ 統計 8 ]   |
| 2023         | <100         | [ 統計 9 ]   |

## 其他
在2011/7/19發售週刊Playboy（集英社）中，杉本有美「第２章」在此站拍攝。

## 相鄰車站
九州旅客鐵道（JR九州）
■筑肥線
肥前久保－西相知－佐里

### 統計數據
1. ↑  佐賀縣統計年鑑
2. ↑   (PDF). 九州旅客鉄道. 2017-07-31  [2017-08-01]. （原始内容 (PDF)存档于2017-08-01）.
3. ↑   (PDF). 九州旅客鉄道.   [2019-03-10]. （原始内容 (PDF)存档于2019-07-06） （日语）.
4. ↑   (PDF). 九州旅客鉄道.   [2018-07-13]. （原始内容存档 (PDF)于2019-12-06） （日语）.
5. ↑  駅別乗車人員上位300駅（2019年度） （页面存档备份，存于），JR九州。
6. ↑  駅別乗車人員上位300駅（2020年度） （页面存档备份，存于），JR九州。
7. ↑  駅別乗車人員上位300駅（2021年度） （页面存档备份，存于），JR九州。
8. ↑  駅別乗車人員上位300駅（2022年度） （页面存档备份，存于），JR九州。
9. ↑   (PDF).   [2025-04-24]. （原始内容存档 (PDF)于2024-09-19）.

## 外部連結
- JR九州西相知站 （日語）